# Anopsicus zimmermani
Anopsicus zimmermani is een spinnensoort uit de familie trilspinnen (Pholcidae). De soort komt voor in Jamaica. 